# Seythenex
Seythenex (prononcer [sɛtne], le -x ne se prononce pas) est une ancienne commune française, située dans le département de la Haute-Savoie en région Rhône-Alpes. Village de montagne sur les contreforts du massif des Bauges, il appartient à la communauté de communes du pays de Faverges. La commune comptait 630 habitants en 2013. Sur les hauteurs de la commune se trouve le domaine skiable de La Sambuy-Seythenex. Le village est par ailleurs membre du parc naturel régional du massif des Bauges.
La commune fusionne avec celle de Faverges le 1er janvier 2016, à la suite d'un vote à l'unanimité des conseils municipaux des deux communes, le 29 septembre 2015. La nouvelle commune porte le nom de Faverges-Seythenex.

## Géographie

### Situation

#### Localisation
La commune de Seythenex se situe au nord du massif des Bauges, au confluent des torrents de Saint-Ruph et de Tamié, au sud de Faverges.
La commune est membre du parc naturel régional du massif des Bauges.

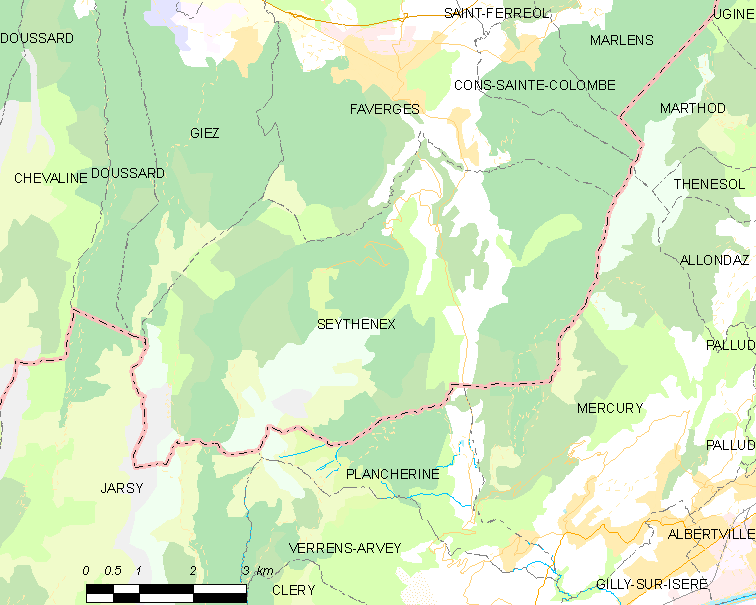
Seythenex et les communes voisines.

Les communes limitrophes avec Seythenex, du nord à l'ouest et du sud à l'est, sont Faverges, Giez, ainsi que les communes de Jarsy, Mercury et Allondaz, situées dans le département voisin de la Savoie.

### Climat
Seythenex est soumis à un climat continental montagnard caractérisé par une humidité marquée. Les données utilisées par Météo-France pour caractériser le climat local reprennent celles de la station météorologique de référence, située à Chambéry (située à environ 35 km au sud-ouest, de l'autre côté du massif des Bauges, à une altitude de 235 m), relevées sur la période 1981-2010. Du fait de la localisation, les hivers y sont plus froids et neigeux que ceux observés dans l'avant-pays, comme à Chambéry, et la saison estivale douce avec parfois des épisodes orageux. Les intersaisons (avril et octobre) sont aussi en moyenne plus humides.
L'amplitude thermique est proche de celle observée pour la ville d'Annecy, 20,7 °C.

### Voies de communication et transports
Depuis Annecy, RN508 puis la D12 (par Faverges) ou depuis Albertville par la RN90 puis la D201G.

### Urbanisme

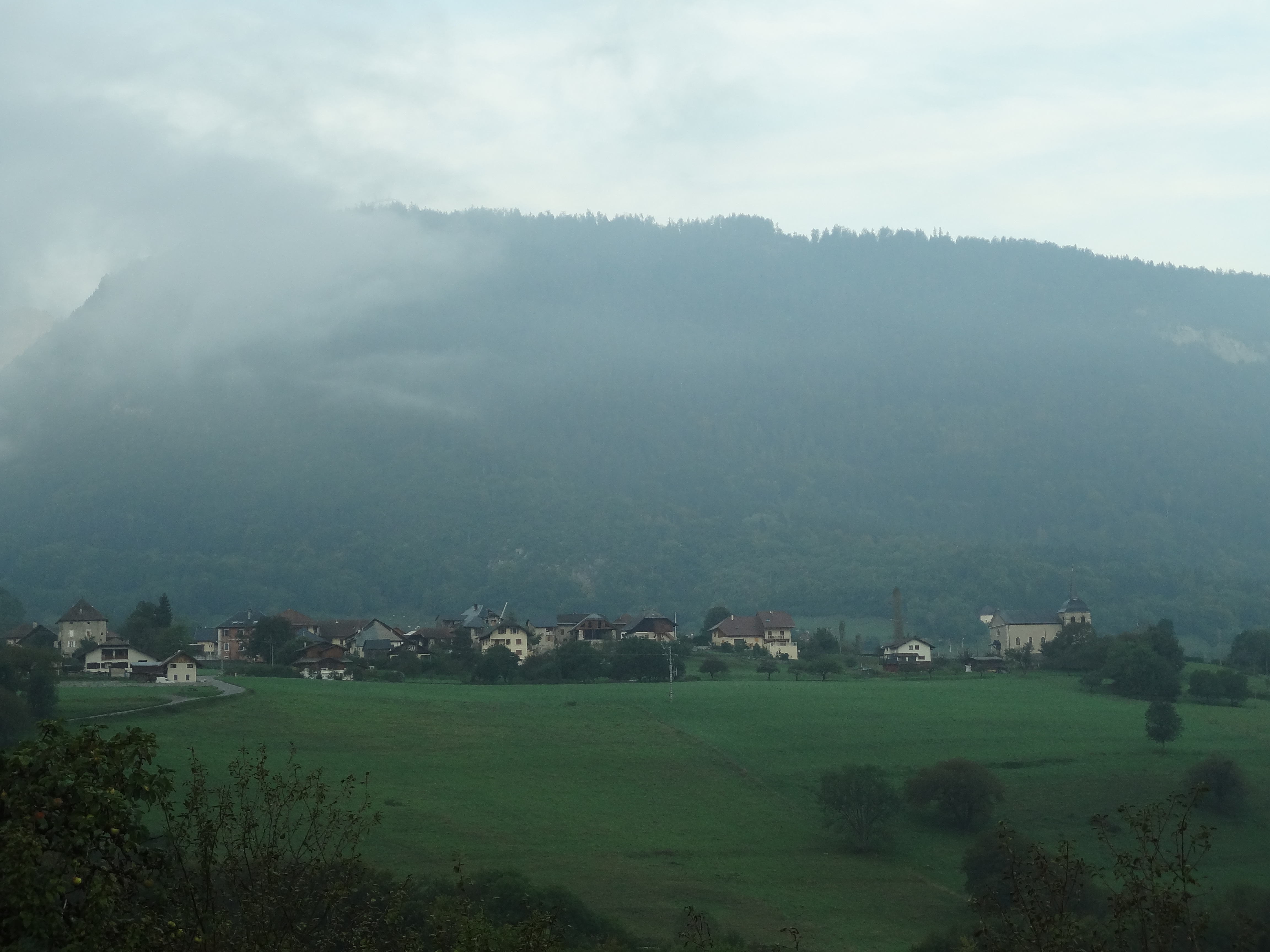
Le village chef-lieu.

#### Morphologie urbaine
La commune est composée d'un bourg principal et de plusieurs hameaux que sont Neuvillard (ainsi dénommé une fois que le hameau fut reconstruit à la suite d'un incendie), Le Tertenoz, Les Combes, Les Prières, Les Caillets, Les Tissots, etc. et le domaine skiable de La Sambuy-Seythenex.

## Toponymie
La première mention de Seythenex apparaît sous les formes Cura de Sestenay vers 1344, puis Sétenay et Settenex plus récemment au XIXe siècle.
Le toponyme Seythenex proviendrait du nom d'une villa gallo-romaine nommée Sextinacus, dérivé du nom du propriétaire un certain Sextinus auquel serait associé le suffixe -acus.
En francoprovençal, le nom de la commune s'écrit Sètné, selon la graphie de Conflans.

## Histoire

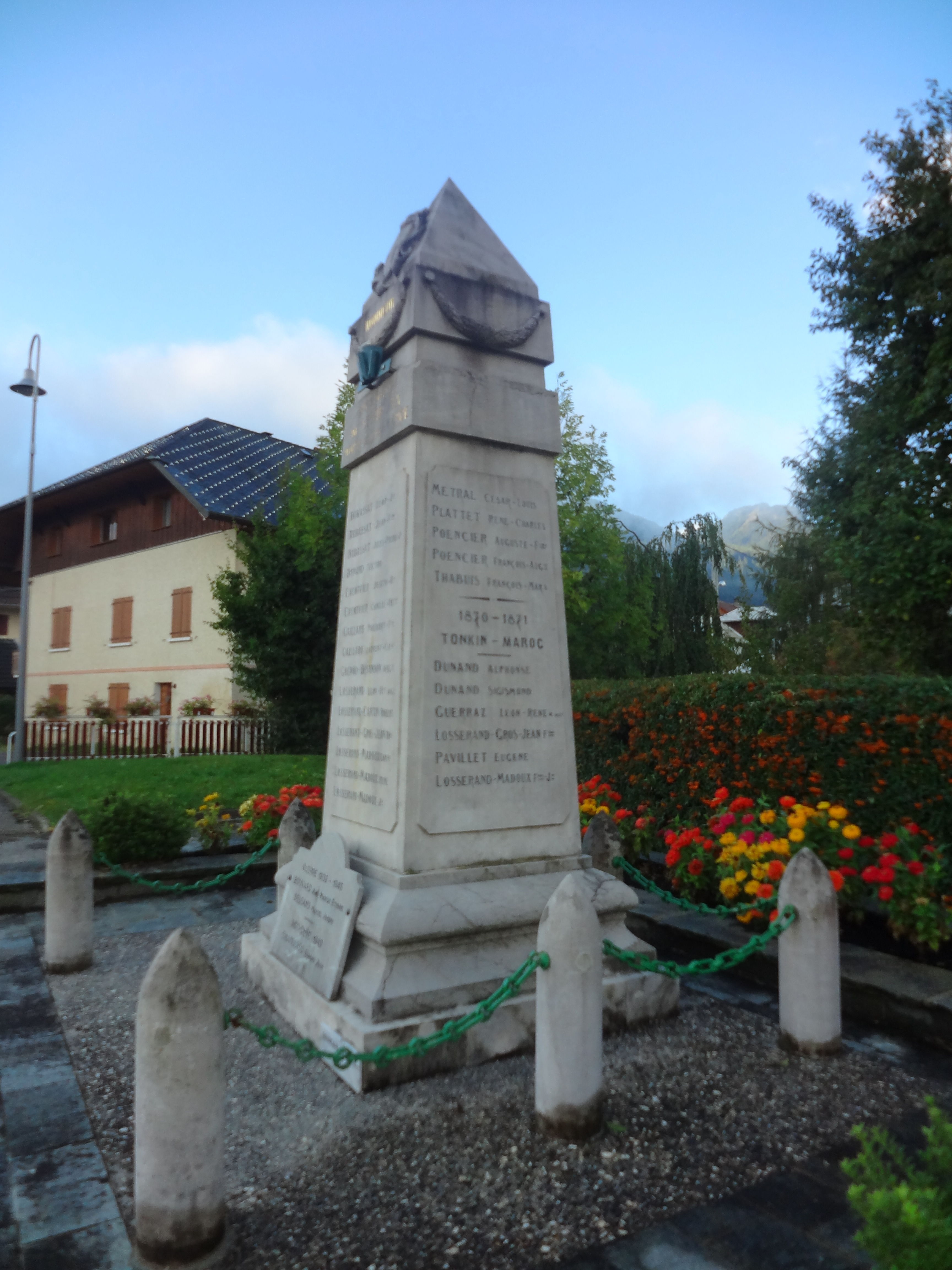
Monument aux morts de la Première Guerre mondiale.

Une voie romaine reliait Faverges à Mercury, par le col de Tamié.
En 1960, création de la station de La Sambuy-Seythenex.

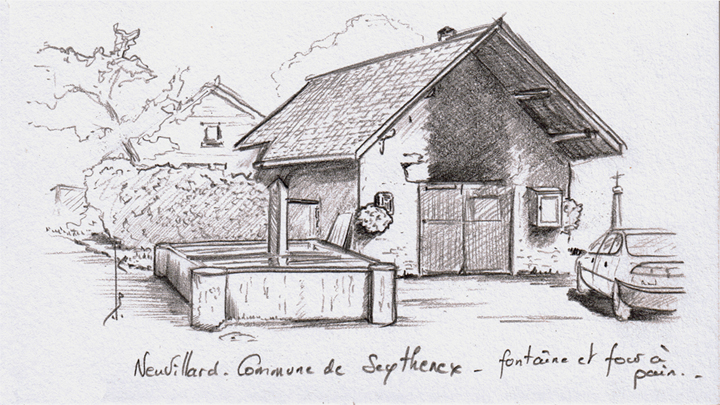
Fontaine du hameau de Neuvillard

## Politique et administration

### Situation administrative
La commune relève de l'arrondissement d'Annecy et de la deuxième circonscription de la Haute-Savoie.
En 2016, avec la fusion avec la commune de Faverges, Seythenex devient une commune déléguée de la commune nouvelle de Faverges-Seythenex, dotée d'un maire délégué. En 2020, le conseil municipal décide de la suppression des communes déléguées.

### Listes des maires
| Période                                  | Période | Identité     | Étiquette | Qualité |
| ---------------------------------------- | ------- | ------------ | --------- | ------- |
| mars 2014                                | 2020    | Jacky Guenan | S.E.      | ...     |
| Les données manquantes sont à compléter. |         |              |           |         |

## Population et société
Ses habitants sont les Seytheneyrardes et Seythenerards. On trouve aussi parfois les variantes Seythenards ou encore les Seytheneyards. Le sobriquet en patois des habitants était Beccos de Seythené, au XIXe siècle.

### Démographie
L'évolution du nombre d'habitants est connue à travers les recensements de la population effectués dans la commune depuis 1793. À partir du 1er janvier 2009, les populations légales des communes sont publiées annuellement dans le cadre d'un recensement qui repose désormais sur une collecte d'information annuelle, concernant successivement tous les territoires communaux au cours d'une période de cinq ans. 
Pour les communes de moins de 10 000 habitants, une enquête de recensement portant sur toute la population est réalisée tous les cinq ans, les populations légales des années intermédiaires étant quant à elles estimées par interpolation ou extrapolation. Pour la commune, le premier recensement exhaustif entrant dans le cadre du nouveau dispositif a été réalisé en 2004,.
En 2013, la commune comptait 630 habitants, en évolution de +6,6 % par rapport à 2008 (Haute-Savoie : +7,9 %, France hors Mayotte : +2,49 %).
| 1793 | 1800 | 1806 | 1822 | 1838  | 1848  | 1858 | 1861 | 1866 |
| ---- | ---- | ---- | ---- | ----- | ----- | ---- | ---- | ---- |
| 755  | 784  | 773  | 840  | 1 060 | 1 077 | 827  | 878  | 874  |

| 1872 | 1876 | 1881 | 1886 | 1891 | 1896 | 1901 | 1906 | 1911 |
| ---- | ---- | ---- | ---- | ---- | ---- | ---- | ---- | ---- |
| 830  | 773  | 842  | 763  | 706  | 680  | 680  | 645  | 574  |

| 1921 | 1926 | 1931 | 1936 | 1946 | 1954 | 1962 | 1968 | 1975 |
| ---- | ---- | ---- | ---- | ---- | ---- | ---- | ---- | ---- |
| 530  | 510  | 474  | 452  | 452  | 385  | 337  | 335  | 387  |

| 1982 | 1990 | 1999 | 2004 | 2009 | 2013 | - | - | - |
| ---- | ---- | ---- | ---- | ---- | ---- | - | - | - |
| 392  | 440  | 478  | 536  | 602  | 630  | - | - | - |

### Santé
Seythenex appartient au « Bassin 74123 : Faverges » avec 6 autres communes du canton de Faverges. Ce bassin comptait en 2008 sept médecins généralistes installés à Faverges, en 2012, ils ne sont plus que six. La desserte médicale est estimée en septembre 2012 à 1 médecin généraliste pour 1 759 hab., pour ce bassin. Un spécialiste en ophtalmologie est présent à Faverges. D'autres services liés à la santé sont aussi implantés, des dentistes, des infirmiers, un laboratoire d'analyse, des kinésithérapeutes, ainsi que des pharmacies sont également installés dans le chef-lieu de canton.
Faverges possède une maison de retraite.
La commune de Seythenex, comme l'ensemble des communes du canton, est attachée au service d'urgences du centre hospitalier Annecy Genevois. Anciennement idéalement placé du côté des Marquisats à Annecy, sur la RD 1508, ce dernier a dès lors déménagé en 2008 du côté de Metz-Tessy, obligeant la traversée de l'agglomération. Du côté d'Albertville, dans le département voisin, on peut également avoir accès au service du centre hospitalier intercommunal Albertville-Moûtiers.

### Enseignement
La commune de Seythenex est située dans l'académie de Grenoble. En 2013, elle compte un établissement scolaire (École primaire) et une crêche.
L'ensemble des établissements sont rattachés, en 2013, au collège public du canton, le Collège Jean-Lachenal, situé à Faverges. Le collège, créé en 1966, porte le nom de l'un de ses premiers directeurs (1967 à 1979), qui fut également maire adjoint de 1959 à 1989. Certains élèves se rendent au collège de Saint-Jorioz ou les établissements privés du bassin annécien.
Les futurs lycéens poursuivent leurs études selon leurs options, dans l'un des lycées d'Annecy (Lycée Gabriel-Fauré ou lycée professionnel Germain Sommeiller, parfois le lycée Berthollet ou le lycée privé Saint-Michel). Certains optent toutefois pour l'un des enseignements d'établissements des villes du département savoyard voisin (Lycée polyvalent René Perrin d'Ugine ou Lycée général et technologique privé Jeanne d'Arc d'Albertville).
La ville de Faverges possède cependant un établissement préparant différents diplômes dans son lycée professionnel privé "La Fontaine" : C.A.P. (Esthétique-cosmétique, coiffure, dessinateur en communication graphique) ; B.P. (esthétique en alternance) ainsi que B.E.P. (Bio-services, carrières sanitaires et sociales, vente action marchande) ou encore Bac Pro (artisanat et métier d’arts option communication graphique, commerce, vente). On trouve également à Faverges, un institut médico-éducatif/SESSAD Guy Yver.

### Sports

#### Station de ski de la Sambuy
Créée en 1960 par la commune, la station de sports d'hiver et d'activités d'été La Sambuy-Seythenex n'était à l'époque desservie que par un petit téléski. Dès 1962, un télésiège deux places est construit, suivi par un deuxième télésiège, ce qui agrandit alors considérablement le domaine skiable. Deux autres télésièges sont construits en 1970 et 1986. En 1989, le premier télésiège est remplacé par l'actuel télésiège de quatre places. Engagée depuis 2002 dans une démarche de management de la qualité, la station de la Sambuy a obtenu en mars 2006 la certification ISO 9001/2000.
La station dispose de quelques équipements et aménagements lui permettant d'assurer des activités en été et en hiver :
- en été : luge d'été, trampolines acrobatiques, télésiège, randonnées, sentier botanique ;
- en hiver : domaine skiable situé entre 1150 à 1 850 m, 4 remontées mécaniques, 9 pistes de ski alpin de vertes à noires, 2 bars -restaurants, 1 location de matériel ;
- foyer de ski de fond du val de Tamié, lieu-dit les Combes, 5 pistes de 1,2 à 13 km.

#### Autres activités
Les habitants de la commune peuvent exercer une multitude de disciplines sportives sur la commune telles que la marche à pied, le football...

### Médias

#### Radios et télévisions
La commune est couverte par des antennes locales de radios dont France Bleu Pays de Savoie, ODS Radio, Radio Semnoz... Enfin, la chaîne de télévision locale TV8 Mont-Blanc diffuse des émissions sur les pays de Savoie. Régulièrement l'émission La Place du village expose la vie locale du bassin annécien. France 3 et son décrochage France 3 Alpes, peuvent parfois relater les faits de vie de la commune.

#### Presse et magazines
La presse écrite locale est représentée par des titres comme Le Dauphiné libéré, L'Essor savoyard, Le Messager - édition Genevois, le Courrier savoyard.

### Culte
L'ancienne paroisse de Seythenex était dédiée à saint Sigismond. La commune est désormais intégrée à la paroisse Saint-Joseph en pays de Faverges, qui fait partie du doyenné de la Tournette, dont le siège se trouve à Faverges. Elle se trouve dans le diocèse d'Annecy. Le culte catholique est célébré dans l'église de Saint-Sigismond.

## Économie

### Tourisme
Le pays de Faverges et la commune de Seythenex sont tournés vers le tourisme avec notamment la présence du lac d'Annecy, les stations de ski de Montmin et de la commune (Val de Tamié et La Sambuy-Seythenex), ainsi que l'exploitation du riche patrimoine local (musées, châteaux, etc.). Seythenex dispose également d'un naturel de la Grotte et Cascade. La promotion touristique du pays de Faverges et de la commune se fait par l'intermédiaire de l'office du tourisme de la communauté de communes, « Sources du lac d’Annecy - Pays de Faverges ». L'office de tourisme cantonal, mis en place dans les années 1980, est installé dans l'ancienne mairie de la ville de Faverges.
Le territoire permet une offre touristique variée avec une cinquantaine d’établissements sur l'ensemble du territoire de la communauté de communes, soit environ 12 300 lits touristiques (dont 50 % en campings - hôtellerie de plein air). La capacité de la commune est estimée à 771 lits touristiques en 2013 (955 lits en 1995). La commune possède également des résidences secondaires, des meublés de vacances ou encore des gîtes ou des chambres d'hôtes dont 60 appartiennent au réseau Gîtes de France,. La commune dispose d'un hôtel avec 11 chambres, mais aucun camping.
En 2014, la capacité d'accueil de la commune de Seythenex, estimée par l'organisme Savoie Mont Blanc, est de 746 lits touristiques répartis dans 115 établissements. Les hébergements se répartissent comme suit : 53 meublés  ; 2 établissement d'hôtellerie de plein air et 4 gîtes ou gîtes d'étape.

## Culture et patrimoine

### Lieux et monuments

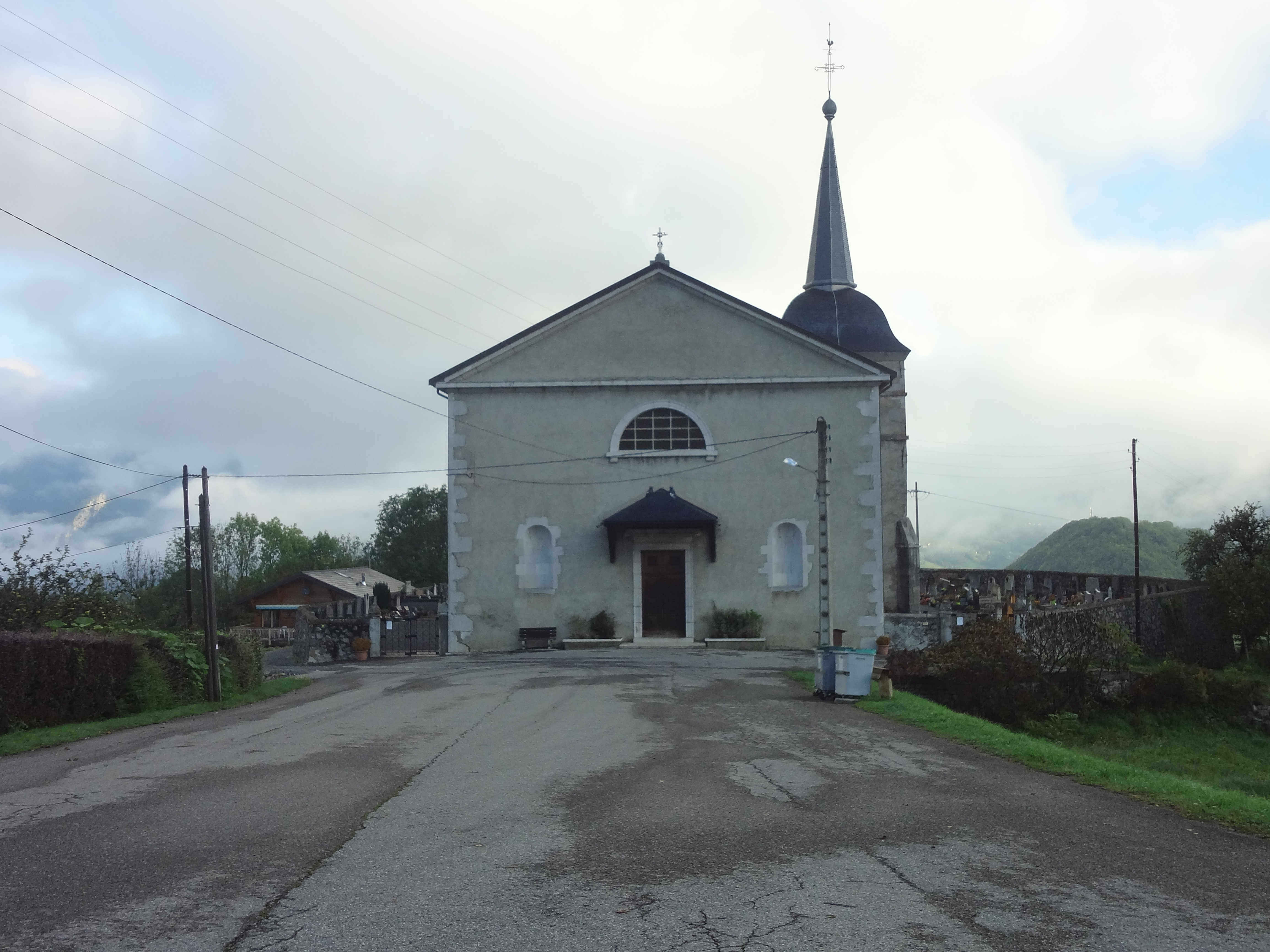
Façade de l'église Saint-Sigismond.

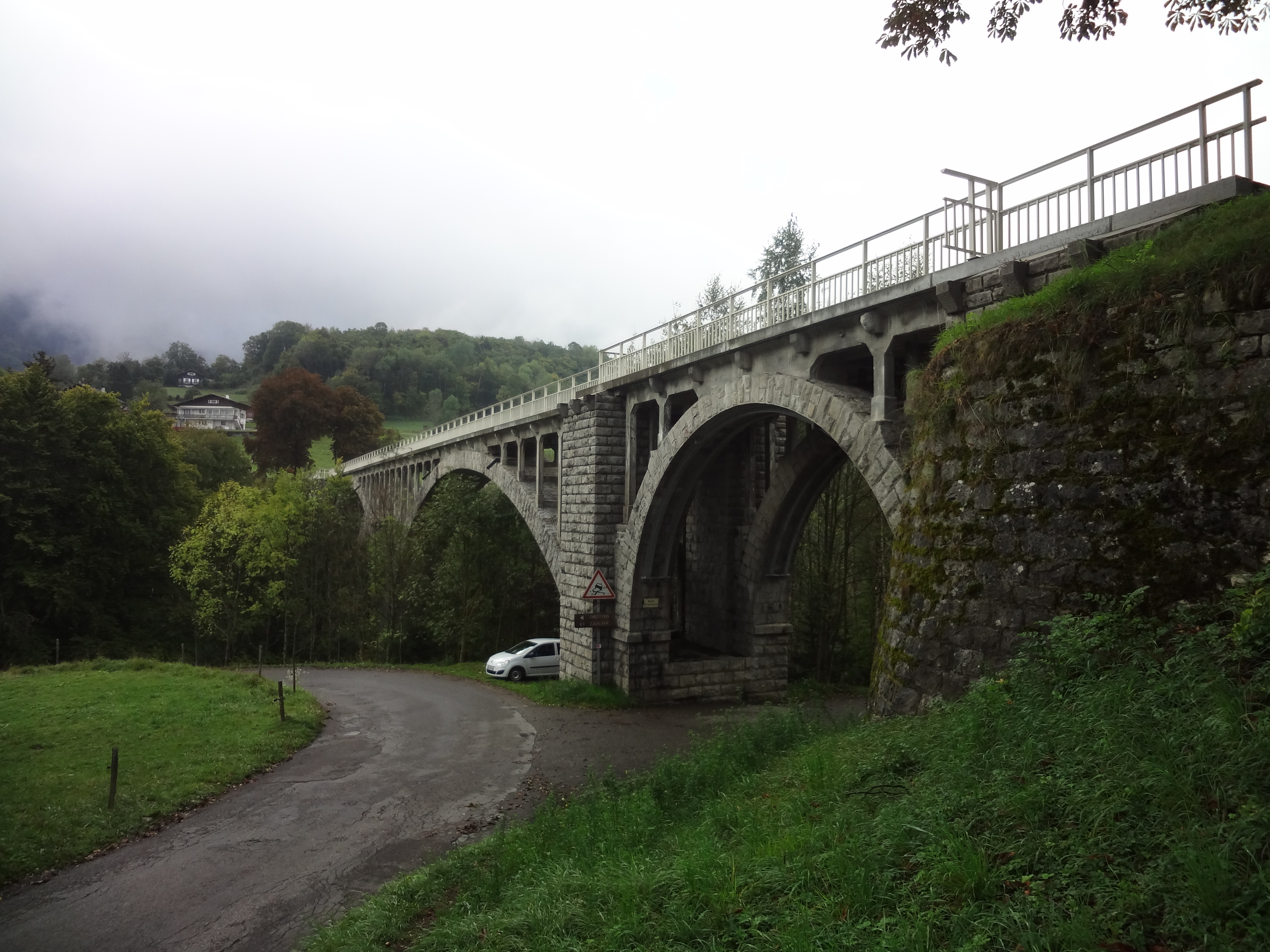
Le grand pont.

- L'église Saint-Sigismond, de style néoclassique sarde, est construite selon les plans de l'architecte Camille Ruphy[28], en 1851[29],[30] avec un clocher gothique et un retable de type baroque tardif. Le clocher a été refait fin 2010.
- Grand pont de Seythenex : conçu par Reuss et Schoendoerffer, construit de 1908 à 1912. C'est un ouvrage d'art constitué de 4 arches en taille de pierre et un tablier en béton armé, long de 125 m et d'une hauteur de 52 m. Il est restauré depuis 2012.

### Patrimoine rural
La commune possède par ailleurs un petit patrimoine hérité de son passé agro-pastoral qui a fait l'objet d'études par la Direction de la Culture de la région Rhône-Alpes dans sa série « Les dossiers de l'inventaire » (Études sur le patrimoine).
- Chalets de l'Aulp[32] ;

### Patrimoine environnemental
- Grottes et cascade de Seythenex
- La commune était adhérente au Parc naturel régional du Massif des Bauges[4].
- Randonnées dans le Massif des Bauges